# Corey Clement
Corey Clement (* 2. November 1994 in Glassboro, New Jersey) ist ein US-amerikanischer American-Football-Spieler auf der Position des Runningbacks. Er spielte von 2017 bis 2020 für die Philadelphia Eagles in der National Football League (NFL) und gewann mit ihnen den Super Bowl LII. Zuletzt stand Clement bei den Arizona Cardinals unter Vertrag.

## College
Corey Clement spielte vier Jahre lang für die University of Wisconsin-Madison auf der Position des Runningbacks. In den vier Jahren erlief er für die Wisconsin Badgers insgesamt 3.092 Yards und 36 Touchdowns. Besonders in seinem letzten Jahr am College konnte Clement überzeugen, er erlief in 13 Spielen 1.375 Yards und 15 Touchdowns für sein Team.

## NFL
Bei dem NFL Draft 2017 wurde Clement nicht berücksichtigt, er wurde aber anschließend als Free Agent von den Philadelphia Eagles unter Vertrag genommen. Er erhielt einen Dreijahresvertrag über 1,675 Mio. US-Dollar. In der Saison 2017 schaffte Clement als einziger Rookie-Free-Agent den Sprung in den finalen 53-Mann-Kader der Eagles. Obwohl LeGarrette Blount und bis zu seiner Verletzung auch Darren Sproles vor Clement gesetzt waren und später auch noch Jay Ajayi in das Team kam, schaffte Clement es, 4 Touchdowns für das Team zu erlaufen und weitere 2 Touchdowns zu fangen. 6 Touchdowns in einer Saison gelangen einem Rookie Runningback der Eagles letztmals 1953. Am 4. Februar 2018 konnte Clement mit den Eagles den Super Bowl LII gegen die New England Patriots gewinnen. Clement machte beim Super Bowl mit einer starken Leistung auf sich aufmerksam und half seinem Team mit einem Touchdown und vier Passfängen über 100 Yards. Die 100 Yards durch Passspiel auf Clement kamen überraschend, da dieser in der gesamten Saison zuvor nur 123 Yards und auch in vier Jahren am College lediglich 279 Yards gefangen hatte. Mit den 100 Yards hatte Clement in diesem Spiel die meisten Yards für sein Team gefangen und stellte mit einem Passfang über 55 Yards einen Rekord für die Eagles auf: den längsten Offensivspielzug in deren Super-Bowl-Geschichte. Außerdem war es der längste Passfang in der Super-Bowl-Geschichte eines Runningbacks, vorheriger Rekordhalter war Marshall Faulk mit 52 Yards. Weiter haben mit James White und Roger Craig lediglich zwei Runningbacks mehr Yards in einem Super Bowl gefangen. Darüber hinaus nahm er den Snap für den berühmten Philly Special auf.
Am 16. Mai 2021 nahmen die New York Giants Clement unter Vertrag. Allerdings wurde er nicht für den 53-Mann-Kader für die Regular Season berücksichtigt. Daraufhin nahmen die Dallas Cowboys Clement unter Vertrag. Als Ersatzspieler absolvierte er 14 Läufe für 33 Yards in Dallas. Am 26. Juli 2022 unterschrieb Clement einen Vertrag bei den Baltimore Ravens, wurde aber wenige Wochen später vor Saisonbeginn wieder entlassen. Am 12. Oktober 2022 nahmen die Arizona Cardinals Clement zunächst für ihren Practice Squad unter Vertrag. Im März 2023 verlängerte er seinen Vertrag in Arizona für die Saison 2023. Er wurde vor Saisonbeginn entlassen und in den Practice Squad aufgenommen. Clement kam in drei Spielen in den Special Teams zum Einsatz, bevor er gegen Saisonende am 8. Januar 2024 aus dem Practice Squad entlassen wurde, um die Möglichkeit zu haben, bei einem in den Play-offs vertretenen Team spielen zu können.